# Lee Min-ho
Lee Min-ho (Hangul: 이민호; Hanja: 李敏鎬), född 22 juni 1987 i Seoul, Sydkorea, är en sydkoreansk skådespelare.

## Biografi
Min-ho föddes i Heukseok-dong, Dongjak-gu, Seoul, Sydkorea den 22 juni 1987. Hans familj består av hans mamma, pappa och en äldre syster. Som liten hoppades Min-ho att bli fotbollsspelare, men en skada i årskurs 5 i grundskolan satte stopp för hans dröm. Min-ho håller fortfarande på med fotboll och har sagt att Cristiano Ronaldo är hans favoritspelare.
Under sitt andra år på gymnasiet började Min-ho att skådespela. Under den senare delen av sin gymnasieutbildning har han gått en Starhauskurs med hjälp av en bekant. Efter att ha klarat utbildningen började Min-Ho auditions och hade små roller i flera tv-dramer. Under 2006 låg hans skådespelarkarriär på is i ett år efter en allvarlig bilolycka, där han blev svårt skadad. Barndomsvännen och kollegan skådespelaren Jung Il-woo skadades också vid olyckan.
Hans genombrott kom 2009 med huvudrollen i Gu Jun-pyo i Boys Over Flowers (KBS2), den koreanska anpassningen av det populära japanska tv-dramat Hana Yori Dango, som byggde på den populära Shojo manga, Pojkar än blommor (花より男子 Hana Yori Dango). Film och konst är de huvudämnen Min-ho studerar vid Konkukuniversitet.
Under 2011 spelade han i det populära dramat City Hunter. Dramats popularitet i hela Asien har bidragit till Min-Ho växande popularitet i den världsdelen, framför allt i Japan, Filippinerna och Kina. Han fick en utmärkelse som bästa Hallyustjärna i en japansk tidskrift tillägnad koreanska dramer i juni 2012.
Den 6 april 2012 meddelade Min-ho på sin Facebook-sida att han kunde ses i ett nytt drama som kallas Faith (Hangul: 신의, Rom:. Shinui), som sändes från augusti till oktober 2012 i Korea.

## Filmografi

### Filmer
- Public Enemy Returns (2008)
- Our School E.T. (2008)

### TV-serier
- Sharp 1 (2003)
- Nonstop 5 (2004)
- Love Hymn (2005)
- Secret Campus (2006)
- Mackerel Run (2007)
- I Am Sam (2007)
- Get Up (2008)
- Boys Over Flowers (2009)
- Personal Taste (2010)
- City Hunter (2011)
- Faith (2012)
- The Heirs (2013)
- The Legend of the Blue Sea (2016)
- The King: Eternal Monarch (2020)

## Diskografi

### Singlar
- My Everything (2009)
- Extreme (med Jessica Gomes) (2009)
- Say Yes (2011)
- Be My Last Love (2011)

## Reklamfilmer
- KTF (Sydkorea)
- Trugen (Sydkorea)
- Pizza Hut (med Park Min Young) (Dallas)
- LG Teenring (med Kim Bum och Ku Hye Sun) (Sydkorea)
- LG Optimus (Sydkorea)
- Lotte Pie (Vietnam)
- Hyundai Veloster (Kina)
- Samsung Anycall Haptic (med Kim Hyun-joong, Kim Joon och Son Dam Bi) (Sydkorea)
- Samsung Anycall Magic Hole (med Kim Hyun-joong och Uee) (Sydkorea)
- Coffee Cantata (Sydkorea)
- Pepsi NEX (Sydkorea)
- Market O (Sydkorea)
- Cadillac CTS (USA)
- Dunkin' Donuts (USA)
- Levi's Signature (med Moon Chae Won) (Sydkorea)
- Etude House (med Park Shin-hye) (Sydkorea)
- Cass Beer (med Sandara Park och Jessica Gomes) (Sydkorea)
- Bang Bang (med Han Ji Hye) (Sydkorea)
- Binggrae Banana Milk (Sydkorea)
- Jangin Furniture (Sydkorea)
- Eider (med Yoona) (Frankrike)
- Semir (Kina)
- Toyota Camry (USA)
- 12 Plus Shower Cream (Thailand)
- Bench (Filippinerna)

## Utmärkelser

### 2009
- MTN Broadcast Advertisement Festival: Populäraste reklammodell (reklamfilm för Trugen)
- 45th Baeksang Arts Awards: Best Newcomer Actors Award (Boys Over Flowers)
- Best Commercial Star Award, utmärkelse [3]
- KBS Drama Awards: Male Rookie Award (Boys Over Flowers)
- KBS Drama Awards: Bästa par, utmärkelse tillsammans med Ku Hye Sun (Boys Over Flowers)

### 2010
- Mnet 20's Choice Awards: Hot Actor
- MBC Drama Awards: Excellence Award (Personal Preference)

### 2011
- Korea Drama Festival Awards: Utmärkelse som bästa skådespelare  (City Hunter)
- Korea Drama Festival Awards: Hallyu-stjärnor, utmärkelse (City Hunter)
- SBS Drama Awards: Topp tio stjärnor, utmärkelse (City Hunter)
- SBS Drama Awards: Netizen popularitet, utmärkelse (City Hunter)
- SBS Drama Awards: Topp utmärkelse, skådespelare (City Hunter)

## Sociala uppgifter
- Hedersambassadör för Love Net (Unicef) kampanj för att bekämpa malaria (2009-2010)
- Hedersåklagare, en PR-ambassadör för koreanska åklagare (2012)